# 1/6000000000 feat. C&K
『1/6000000000 feat. C&K』（ろくじゅうおくぶんのいち・フィーチャリング・シーアンドケー）は、九州男のメジャーデビューシングル。発売元は日本クラウン。

## 解説
- オリコンシングルチャート初登場12位にランクイン。現在4.2万枚のセールス、音楽配信では40万ダウンロードを記録。

## 収録曲
1. 1/6000000000 feat. C&K
TBS系列『COUNT DOWN TV』オープニングテーマ
インディーズ1stミニアルバム『こいが俺ですばい』収録曲「KEEP MY WAY」に参加したC&Kが再び参加している。
東北楽天ゴールデンイーグルス時代の田中将大がクリネックススタジアム宮城での2008年選手登場曲として使用した。
2. 裸足
3. 1/6000000000 (Instrumental)
4. 裸足 (Instrumental)